# Клери Бютнер, Шифра
Шифра Клери Бютнер (ирл. Síofra Cléirigh Büttner; род. 21 июля 1995, Дублин) — ирландская легкоатлетка, специалистка по бегу на средние дистанции и кроссу. Выступала за сборную Ирландии по лёгкой атлетике в 2011—2022 годах, победительница и призёрка крупных международных стартов, действующая рекордсменка страны на дистанции 800 метров в помещении, участница летних Олимпийских игр в Токио.

## Биография
Шифра Клери Бютнер родилась 21 июля 1995 года в Дублине, Ирландия. Родители — Мерв Бютнер и Фиона Ни Клери.
Училась в католической школе для девочек с преобладанием ирландского языка Coláiste Íosagáin в Бутерстауне, с 2010 года участвовала в различных юношеских соревнованиях по лёгкой атлетике, выступая в беге на 800 и 1500 метров.
Первого серьёзного успеха на международном уровне добилась в сезоне 2011 года, когда вошла в состав ирландской сборной и выступила на Европейском юношеском летнем Олимпийском фестивале в Трабзоне, где в дисциплине 1500 метров завоевала серебряную награду. Также в этом сезоне стартовала в гонке юниорок на чемпионате Европы по кроссу в Веленье — заняла итоговое 48-е место.
В 2012 году в дисциплине 800 метров дошла до полуфинала на юниорском мировом первенстве в Барселоне, показала 35-й результат среди юниорок на кроссовом чемпионате Европы в Будапеште.
В 2013 году на 800-метровой дистанции финишировала восьмой на юниорском европейском первенстве в Риети, заняла 37-е место в юниорской категории на чемпионате Европы по кроссу в Белграде.
В 2014 году среди прочего бежала 800 и 1500 метров на юниорском мировом первенстве в Орегоне.
Поступив в Университет Вилланова, с 2015 года представляла местную легкоатлетическую команду «Вилланова Уайлдкэтс», в её составе принимала участие во многих студенческих соревнованиях в США, в том числи в чемпионатах Национальной ассоциации студенческого спорта (NCAA). Несколько раз выигрывала престижный эстафетный турнир Penn Relays.
В 2016 году стала чемпионкой Ирландии в беге на 800 метров, отметилась выступлением на чемпионате Европы в Амстердаме.
В 2017 году на молодёжном европейском первенстве в Быдгоще была седьмой в беге на 800 метров и шестой в эстафете 4 × 400 метров. На чемпионате мира в Лондоне не смогла пройти дальше предварительного квалификационного этапа.
В 2018 году выступила на чемпионате Европы в Берлине, пришла к финишу девятой на чемпионате Европы по кроссу в Тилбурге.
Будучи студенткой, в 2019 году представляла Ирландию на Всемирной Универсиаде в Неаполе, где в беге на 800 метров стала седьмой. Кроме того, участвовала в чемпионате Европы в помещении в Глазго.
В 2021 году на соревнованиях в американском Фейетвилле выиграла серебряную медаль и установила ныне действующий национальный рекорд Ирландии в беге на 800 метров в помещении — 2:00.58, позднее стартовала на чемпионате Европы в помещении в Торуне. Благодаря череде успешных выступлений удостоилась права защищать честь страны на летних Олимпийских играх в Токио — на предварительном квалификационном этапе дисциплины 800 метров показала время 2:04.62, чего оказалось недостаточно для выхода в полуфинальную стадию.
В 2022 году принимала участие в чемпионате мира в помещении в Белграде, где тоже не смогла пройти дальше предварительного квалификационного этапа.